# Pim Ligthart
Pim Ligthart (nascido em 16 de junho de 1988) é um ciclista profissional holandês, profissional desde 2012. Atualmente corre para a equipe belga Lotto-Soudal.
Antes de se tornar profissional, foi um ciclista de pista proeminente, com vários campeonatos nacionais a seu crédito. Também é irmão do ciclista profissional Wout Poels.
Ligthart se tornou profissional em 2011, quando estreou com a equipe Vacansoleil-DCM. Em 2014, juntou-se a Lotto Belisol após o desaparecimento de seu ex-equipe.